# Phylica obtusifolia
Phylica obtusifolia är en brakvedsväxtart som beskrevs av Neville Stuart Pillans. Phylica obtusifolia ingår i släktet Phylica och familjen brakvedsväxter. Inga underarter finns listade i Catalogue of Life.